# 饶阳郡
饶阳郡，中国唐朝时设置的郡。
天宝初年，改深州置，治所在陆泽县（在今河北省深州市西南深州镇），辖境相当今河北省饶阳、安平、辛集及深州等县市地。下辖陆泽县、饶阳县、安平县、鹿城县。乾元初年复改置为深州。
唐朝饶阳郡太守
- 戴休璇（天宝年间）
- 林万宠（天宝年间）
- 卢全诚（755年—756年）
- 李系（756年）